# Нартинское сельское муниципальное образование
На́ртинское се́льское муниципа́льное образова́ние — сельское поселение в Приютненском районе Калмыкии.
Административный центр — посёлок Нарта.

## География
Нартинское СМО граничит на севере с Ульдючинским СМО, на западе с Приютненским СМО, на северо-востоке с Песчаным СМО, на востоке с Булуктинским СМО, на юго-востоке с Первомайским СМО, на юге с Апанасенковским районом Ставропольского края.
Территория Нартинского СМО характеризуется спокойным рельефом с небольшим уклоном на юг.

### Климат
Нартинское СМО относится к зоне резко континентального климата. Количество суммарной солнечной энергии около 115 ккал/см2. Продолжительность солнечного сияния здесь составляет 2180—2250 часов за год. Лето жаркое и очень сухое, зима малоснежная при среднем абсолютном минимуме до −28ºС. Температура января — −5…-8℃, июля — +23…26℃. Абсолютная максимальная температура воздуха 41 градус. Увлажнение территории недостаточное. Суммарное количество осадков в среднем за год составляет в среднем 350—400 мм.
Гидрография
Нартинское СМО расположено в пределах северного борта Манычской долины в нижней части балок Большой Мергень и Хара-Зуха. Крупнейший водоём — озеро Цаган-Хаг. Грунтовые воды четвертичных отложений, как правило, высокоминерализованные и лишь на отдельных участках по берегам рек Большой Мергень и Хара-Зуха местами встречаются опресненные воды в балочных отложениях.
Почвы
В пределах территории Нартинского СМО преобладают светло-каштановые, остаточно-солонцеватые суглинистые почвы. В муниципальном образовании почвы имеют очень низкое и низкое содержание гумуса, с низким содержанием фосфора.

## Население
| 2002 | 2010 | 2011 | 2012 | 2013 | 2014 | 2015 |
| ---- | ---- | ---- | ---- | ---- | ---- | ---- |
| 334  | ↘332 | ↗337 | ↘326 | ↘300 | ↘296 | ↗298 |
| 2016 | 2017 | 2018 | 2019 | 2020 | 2021 |      |
| ↘290 | ↘280 | ↘275 | ↘260 | ↘253 | ↘241 |      |

Численность населения СМО сокращается как в результате естественной убыли населения, так и отрицательного сальдо миграции.

### Национальный состав
В Нартинском СМО проживают представители 6 народов. В этнической структуре преобладают калмыки (более 85 %). Доля даргинцев составляет около 7 %, а русских — 5,9 % от общей численности населения.

## Состав сельского поселения
| № | Населённый пункт | Тип населённого пункта          | Население |
| - | ---------------- | ------------------------------- | --------- |
| 1 | Бугу             | посёлок                         | ↘27       |
| 2 | Манц             | посёлок                         | #Н/Д      |
| 3 | Нарта            | посёлок, административный центр | ↗234      |

Ранее в поселение входил упразднённый поселок Булг.

## Экономика
Базовой отрасль специализации Нартинского СМО — сельское хозяйство. Ведущими отраслями специализации сельскохозяйственного производства являются растениеводство, животноводство. Крупнейшими предприятиями являются СПК «Нарта» и СПК «Победа». СПК «Победа» занимается овцеводством и козоводством, а СПК «Нарта» — выращиванием зернобобовых культур, разведением КРС и др.